# 어쌔신 크리드: 알테어 연대기
《어쌔신 크리드: 알테어 연대기》(영어: Assassin's Creed: Altaïr's Chronicles)는 게임로프트가 개발하고 유비소프트가 발매한 2008년 닌텐도 DS 버전, iPhone 버전이 게임이다.

## 개요
《어쌔신 크리드 시리즈》 최초의 휴대용 게임기 게임이다.
시리즈의 정통 편이되는 《어쌔신 크리드》 · 《어쌔신 크리드 II》와는 다음과 같은 차이가 보인다.
- 데스먼드 마일스 등의 현대 인물은 등장하지 않고, 아니무스의 묘사가 있을 뿐이다.
- 게임 내에서 입수 한 포인트에서 싱크로율 (HP)과 무기의 위력 등을 향상시킬 수있는 시스템이 도입되었다.
- 어쌔신 교단의 본부가 마샤프 대신 알레포에 소재하고 있다.
- 어쌔신 크리드에도 등장한 타미르라는 인물이 외모 · 설정 모두 크게 다르다.